# Wyjazd cesarza Napoleona z Kremla
Wyjazd cesarza Napoleona z Kremla (inny tytuł Napoleon w płonącej Moskwie) – obraz olejny namalowany przez niemieckiego malarza Albrechta Adama w 1840 roku, znajdujący się w zbiorach Muzeów Moskiewskiego Kremla w Moskwie.

## Opis
Obraz przedstawia wydarzenie do którego doszło w 1812 roku, podczas okupacji Moskwy przez wojska francuskie dowodzone przez cesarza Napoleona I, w czasie inwazji na Rosję. We wrześniu doszło do pożaru który zniszczył ¾ zabudowy; miesiąc później Francuzi wycofali się z Moskwy. 
Na pierwszym planie, na tle ruin murów obronnych Kitaj-gorodu, widoczny jest Napoleon na białym koniu, który z żalem wpatrując się w płonące budynki, zdał sobie sprawę ze swojej klęski i konieczności opuszczenia Moskwy. Za nim widoczny jest szereg piechurów uzbrojonych w karabiny z bagnetami, częściowo zasłoniętych końskim zadem. Po prawej znajduje się zatopiony w myślach orszak konny cesarza, za którym piechota i kawaleria opuszczają Kreml. W tle po prawej w kłębie dymu widać mur Kremla, za którym znajdują się sobór św. Michała Archanioła i dzwonnica Iwana Wielkiego. Po lewej stronie widoczny jest brzeg rzeki Moskwy, wzdłuż której poruszają się wycofujący się Francuzi. W tle znajduje się drewniany most na palach, po którym przeprawia się wojsko. Na przeciwległym brzegu rzeki – płonące domy w dzielnicy Zamoskworieczje. Niebo jest w czerwonych refleksach ognia, czarnych i szarych kłębach dymu.
Dzieło wchodziło w skład serii obrazów poświęconych wojnie ojczyźnianej 1812 roku, zakupionych od Albrechta Adama przez cesarza Rosji Mikołaja I. Znajdowało się w gabinecie cesarza w Wielkim Pałacu Kremlowskim.